# Río Hato
Río Hato ist ein Corregimiento des Bezirks Antón in der Provinz Coclé in Panama. Bei der Volkszählung im Jahr 2023 hatte es 15.950 Einwohner. Das Corregimiento erstreckt sich über eine Fläche von 134,5 km².

## Bevölkerung
Die folgende Tabelle zeigt die Bevölkerung des Corregimientos Río Hato, wie es in den Volkszählungen 2000, 2010 und 2023 erfasst wurde.
| Jahr         | 2000   | 2010   | 2023   |
| ------------ | ------ | ------ | ------ |
| Einwohner    | 10.886 | 15.701 | 15.950 |
| davon Männer | 5646   | 7992   | 8156   |
| davon Frauen | 5240   | 7709   | 7794   |

## Orte
Im Corregimiento Río Hato befinden sich folgende Orte:
- Agroganadera Coclé
- Alto de La Gloria
- Arenilla o Toro Bravo
- Barceló Playa Blanca
- Bijao
- Boca de Patiño
- Boca de Río Hato
- Buenaventura
- Chumico Redondo
- Costa Arena
- Costa Blanca Villas
- Desarrollo Santa Clara
- El Chumico o El Comején
- El Jobito
- El Limón
- El Piral
- Entrada de Playa Blanca
- Farallón
- Finca Las Palmeras
- Hotel Royal Decameron
- Ibiza Residences
- Ibiza Village
- La Pacora
- La Playa de Santa Clara
- Las Brujas
- Las Guías de Occidente o El Espino
- Las Guías Oriente
- Las Lomas
- Las Matas
- Las Trancas
- Llano Bonito No.1
- Llano Bonito No.2
- Los Cuernos
- Los Naranjos
- Los Pollos
- Nuevo Farallón
- Palo Verde
- Platanal
- Playa Blanca
- Ponedero
- Pueblo Nuevo o El Jobo
- Quintas Sol y Mar
- Roma
- Río Hato
- Santa Clara
- Sea Cliff
- Sol Y Mar